# Четырёхсторонний диалог по безопасности
Четырёхсторонний диалог по безопасности (англ. Quadrilateral Security Dialogue, QSD), также англ. Quad group of nations (Quad/QUAD) — стратегический диалог между Австралией, Индией, США и Японией по проблемам безопасности в Индо-Тихоокеанском регионе.
Диалог организационно оформлен в 2007 году японским премьер-министром Синдзо Абэ при поддержке американского вице-президента Дика Чейни, австралийского премьера Джона Говарда и индийского премьер-министра Манмохана Сингха. В 2008 году в связи с прекращением участия Австралии Четырёхсторонний диалог по безопасности прекратил существование. В ноябре 2017 года при администрации Дональда Трампа его деятельность была восстановлена. Официальная цель ЧСДБ (QUAD) — развитие партнёрства в сфере безопасности на основе общих ценностей и интересов: верховенства закона, свободы навигации, уважения территориальной целостности и суверенитета, мирного урегулирования территориальных споров и свободы торговли. На практике основная цель объединения — сдерживание устремлений Китая в регионе Индийского и Тихого океанов.
Членами ЧДСБ (QUAD) являются Австралия, Индия, США и Япония.
Из-за пандемии COVID-19 Бразилия, Израиль, Новая Зеландия, Южная Корея и Вьетнам были приглашены на встречи «Quad Plus», чтобы обсудить свои ответы на нее. По состоянию на 2023 год совокупный номинальный ВВП стран «четверки» составит 36,7 триллиона долларов США (34,7% валового мирового продукта), а совокупный ВВП по ППС — 48,1 триллиона долларов США (27,5% мирового ВВП).

## Формирование системы диалогов
Формирование системы диалогов началось после серии контактов между представителями США, Японии и Австралии. С 2002 года встречи проходили в трёхстороннем формате на уровне заместителей руководителей департаментов и министерств, в 2005 году вышли на министерский уровень. США рассчитывали на то, что союзники в регионе будут активно вовлечены в борьбу с терроризмом и распространением ядерного оружия. В свою очередь Япония и Австралия надеялись на сохранение роли США в качестве гаранта безопасности в регионе

## Основные события
В январе 2007 года, выступая в японском парламенте, министр иностранных дел Японии Таро Абэ представил концепцию создания «Азиатской дуги свободы и процветания», которая в конечном счете должна была бы включить в себя государства и страны Центральной Азии, Корейского полуострова, Юго-Восточной Азии и Монголию — то есть практически все государства и страны на периферии Китая, кроме самого Китая, а также США и их стратегических партнёров.
В последующие месяцы прошла серия двусторонних и многосторонних дипломатических контактов между представителями Японии, Австралии, Индии и США. Китай отреагировал на это протестами. В августе 2007 года премьер-министр Японии Синдзо Абэ, выступая в индийском парламенте, выдвинул идею «пространства двух океанов» — Тихого и Индийского — и официально предложил Индии присоединиться к многостороннему диалогу с Японией, США и Австралией в рамках Четырёхстороннего диалога по безопасности, или «Четырёхсторонней инициативы».
Начало диалога проходило на фоне крупных военных учений «Малабар» в Бенгальском заливе (самые крупные военные учения ВМС Индии за всю историю), в которых также принимал участие Сингапур.
Уже в 2008 году, однако, правительство премьер-министра Австралии Кевина Радда отказалось от участия в диалоге в пользу расширения связей с Китаем.
В США к идее создания организации вернулись в ноябре 2017 года при президенте Дональде Трампе. В ходе своего азиатского турне Трамп продвигал концепцию Индо-Тихоокеанского региона на фоне расширяющегося партнёрства с Индией, противостояния с Китаем и повышения активности Китая в районе спорных островов Южно-Китайского моря, выразившегося в размещении РЛС и ракет типа «земля-воздух» на острове Вуди. Американская администрация рассматривает Индо-Тихоокеанский регион как своего рода антикитайский «санитарный кордон» на восточных и южных рубежах КНР.
В 2018 году Тихоокеанское командование ВС США было переименовано в Индо-Тихоокеанское, с соответствующим расширением зоны его ответственности.
В сентябре 2019 года и в октябре 2020 года прошли встречи глав внешнеполитических ведомств США, Японии, Австралии и Индии.
Новая американская администрация Джо Байдена активизировала усилия по формированию альянса для сдерживания Китая. Её поддержало японское правительство, выступившее за скорейшее оформление Четырёхстороннего диалога по безопасности в полноценную коалицию по обеспечению безопасности в Индо-Тихоокеанском регионе. О том, что США ставят перед собой именно такую цель, заявил Госсекретарь США Энтони Блинкен в своём первом телефонном разговоре с членом Политбюро ЦК КПК Ян Цзечи, состоявшемся в начале февраля 2021 года, Блинкен «подтвердил, что США будут работать совместно с союзниками и партнёрами в защиту наших общих ценностей и интересов. Наша цель — привлечь КНР к ответственности за её действия, угрожающие стабильности в Индо-Тихоокеанском регионе, и за то, что она подрывает международный порядок, основанный на правилах»,— говорилось в официальном заявлении Госдепартамента по итогам беседы.
В марте 2021 года состоялся саммит QUAD в формате видеосвязи. Из проблем региональной безопасности на саммите были обсуждены давление Китая на Австралию, претензии КНР на острова Сенкаку и агрессия Китая на границе с Индией. После этого Индию с первым зарубежным визитом посетил глава Минобороны США Ллойд Остин, а уже в начале апреля страны QUAD провели военные учения в Бенгальском заливе, в ходе которых отработали совместный отпор «китайской угрозе». В итоговом коммюнике, подтвердившем «общее видение свободного и открытого Индо-Тихоокеанского региона», QUAD заявил о решимости развивать сотрудничество в сфере безопасности, чтобы «укреплять порядок, основанный на международном праве, и ответить на вызовы в Восточно-Китайском и Южно-Китайском морях».
30 октября 2021 года, в ходе саммита G20 в Риме, государственный секретарь США Энтони Блинкен и глава МИД Индии провели двухстороннюю встречу, в ходе которой обсудили вопросы, связанные с укреплением стратегического партнёрства двух стран в рамках QUAD.
В феврале 2022 года главы дипломатических ведомств США, Японии, Индии и Австралии собрались в Мельбурне для обсуждения обновлённой стратегии «свободного и безопасного» Индо-Тихоокеанского региона на фоне укрепления позиций КНР благодаря её стратегическому сближению с Россией. Принимающая встречу Австралия призвала партнёров объединиться против «авторитарных режимов» в Китае, КНДР и России. Госсекретарь США Энтони Блинкен поддержал призыв, заявив, что Россия угрожает безопасности государств всего мира, включая Австралию. По инициативе австралийской стороны вместе с вопросами морской безопасности стран региона и сохранения их территориальной целостности в повестку QUAD впервые была включена ситуации вокруг Украины. Ещё одним вопросом, внесённым в повестку дня переговоров, стала борьба с дезинформацией. Накануне США и ещё 20 государств, включая Японию и Австралию, обвинили Пекин в практически полном исчезновении независимых СМИ в Гонконге после принятия в 2020 году Закона о национальной безопасности.
Как отмечают эксперты, противостояние США, пытающихся сформировать в Индо-Тихоокеанском регионе полноценный антикитайский союз, и Китая, стремящегося подорвать американскую систему союзов и партнёрств, превращается в центральный сюжет региональной политики, и если США пытаются двигаться в направлении институционализации QUAD и привлечения в него новых членов, то Китай использует свою уникальную роль в региональной экономике, чтобы подорвать строительство такого альянса.
Продолжающееся сближение Индии с США и их союзниками на основе концепции Индо-Тихоокеанского региона вызывает растущую озабоченность России, рассчитывающей на сглаживание противоречий между Индией и Китаем. «Россия — это друг Индии, и мы сделаем всё возможное, чтобы гарантировать, чтобы Индия и Китай — наши два больших друга и брата — жили бы в мире друг с другом»,— заявил глава МИД РФ Сергей Лавров в ходе своей пресс-конференции по итогам деятельности российской дипломатии в 2020 году, состоявшейся 18 января 2021 года. Говоря о концепции Индо-Тихоокеанского региона, Сергей Лавров отметил: «Мы достаточно мудры для того, чтобы понять, что стратегия является скорее разделительной, чем объединительной».
В марте 2023 года министры иностранных дел Индии, Японии, США и Австралии провели встречу в рамках Четырехстороннего диалога по безопасности (QUAD), в ходе которой стороны выразили обеспокоенность милитаризацией спорных объектов в Восточно-Китайском и Южно-Китайском морях и осудили запуски баллистических ракет КНДР.

## Ситуация в регионе
Китай и ряд государств АСЕАН — Филиппины, Малайзия, Бруней, Вьетнам — спорят о принадлежности богатого углеводородами архипелага Спратли (Наньша) в Южно-Китайском море. Китай построил в этом районе искусственные острова и развернул свои военные базы на коралловых рифах, взяв под контроль 20 % акватории Южно-Китайского моря. США и их союзники считают действия КНР по созданию военных объектов нарушением международного права.
Австралия намерена играть более активную роль в сдерживании Китая, рассчитывая до 2038 года получить ядерные подводные лодки, строительство которых предусмотрено трёхсторонним партнёрством в области безопасности AUKUS (США, Великобритания, Австралия).
В начале 2022 года в российско-китайских отношениях произошли события, свидетельствующие о стратегическом сближении этих двух государств. После того как Китай публично поддержал позицию России по гарантиям европейской безопасности, российский президент Владимир Путин и председатель КНР Си Цзиньпин подписали 4 февраля в Пекине совместное заявление, в котором Россия продемонстрировала готовность оказать Китаю поддержку по ряду чувствительных региональных вопросов. Так, Россия и Китай декларировали приверженность принципу «одного Китая» и отвергли идею независимости Тайваня «в какой бы то ни было форме». В совместном заявлении сделан выпад и в адрес Японии по поводу «планов Японии осуществить сброс в океан радиоактивной воды с аварийной АЭС "Фукусима" и потенциального воздействия таких действий на окружающую среду».
министерство иностранных дел КНДР 25 сентября 2024 г. опубликовало заявление, в котором осудило формат «Четырехстороннего диалога по безопасности», заявив, что он является для Вашингтона средством осуществления стратегии однополярного господства. В министерстве иностранных дел КНДР также выразили озабоченность «грубым нарушением» Соединенными Штатами суверенитета республики и «права на развитие». 

## Отношение Евросоюза
Для Европейского союза участие в подобных структурах по безопасности без выраженного членства означает новые возможности по балансу интересов США и КНР. Однако при дальнейшем оформлении многостороннего военно-политического альянса это может противоречить подходам ЕС к укреплению регионального сотрудничества. На сегодняшний момент только Франция и Великобритания в одностороннем порядке проявили интерес к стратегическому альянсу.

## См.также
- Американо-китайские отношения
- Индийско-японские отношения
- Американо-индийские отношения
- Американо-японские отношения
- Стратегический и экономический диалог между Китаем и США